# Los na loterię
Los na loterię (fr. Un Billet de loterie, le numéro 9672, 1886) – jednotomowa powieść Juliusza Verne’a z cyklu Niezwykłe podróże złożona z 20 rozdziałów.
Pierwszy polski przekład pojawił się w 1995.

## Zarys fabuły
Norwegia. Pani Hansen z dziećmi Huldą i Joëlem prowadzi karczmę w górach. Hulda tęskni za swoim narzeczonym. To rybak Ole Kamp, który wypłynął na połów w rejony Nowej Fundlandii w pobliżu Kanady. Matka Huldy ma zmartwienia związane z chciwym wierzycielem, panem Sandgoist.
Podczas wycieczki górskiej Hulda i Joël ratują profesora Sylviusa Hoga, członka norweskiego parlamentu. Tymczasem zostaje znaleziona butelka z wiadomością od narzeczonego. Pisze, że statek tonie. W butelce Ole zamieszcza też los na loterię.
Historia losu opisywana przez prasę powoduje zainteresowanie i propozycje jego kupna. Hulda nie chce sprzedać jedynej pamiątki po narzeczonym, ale musi to zrobić, bo matka ma długi. Los kupuje pan Sangoist, licząc na możliwość dalszej odsprzedaży sławnego losu. Jednak opinia publiczna zwraca się przeciwko niemu i nikt od niego nie chce kupić losu, nie wiedząc, czy padnie na niego jakaś wygrana.